# Nuria Moreno
Nuria Moreno de Pedrón  (nacida el 7 de junio de 1975 en Madrid, Comunidad de Madrid) es una exjugadora de hockey sobre hierba española. Disputó los Juegos Olímpicos de Sídney 2000  con España, obteniendo un cuarto puesto. 

## Participaciones en Juegos Olímpicos
- Sídney 2000, puesto 4.